# Soerendonk, Sterksel en Gastel
Soerendonk, Sterksel en Gastel (abgekürzt Soerendonk c.a.) war eine Gemeinde in der niederländischen Provinz Nordbrabant. Sie wurde am 1. Januar 1821 durch die Vereinigung der beiden Gemeinden Gastel und Soerendonk en Sterksel gebildet. Am 1. Januar 1925 wurde sie nach Maarheeze eingemeindet, welches seit 1997 zu Budel, jetzt Cranendonck gehört.